# つくつくバス
つくつくバスは、茨城県つくば市がかつて運行していたコミュニティバスである。2003年9月1日から2006年3月31日まで、つくば市中心部（センター地区）とその近隣において運行されていた。
つくば市のコミュニティバスは2006年4月1日以降、旧のりのりバスをベースとする「つくバス」に集約された。
以下は運行当時の記述である。

## 概要
首都圏新都市鉄道つくばエクスプレス線開通後のつくば駅周辺の自動車交通需要を抑制する交通需要マネジメント（TDM：Traffic Demand Management）実証実験の一環である。
2003年9月1日に4路線で運行開始。当初予定された運行期間は2005年3月31日までであったがTDM実証実験の結果を受け、またコミュニティバスの試行運転的な要素を含めて2路線（春日、松代近隣シャトル）が同年4月1日以降も継続運行されていた。
運賃は全線均一で大人100円。1日乗車券は大人1枚200円（子どもはいずれも半額）。1日乗車券は車中のみ発売。運賃前払い。

### つくつくバスから「つくバス」へ
首都圏新都市鉄道つくばエクスプレス開業により市内の交通体系に大きな変化があったため、2006年4月1日に現体制を廃し「のりのりバス」と統合の上、新コミュニティバス「つくバス」へ移行した。
ただし松代近隣シャトルは国際会議場を経由しないルートに変更された上、関東鉄道の一般路線（[C15] 松代循環）に継承され、また春日近隣シャトルを継承する路線は設けられなかった。そのため、つくバスにそのまま継承されたつくつくバス路線はなく、つくバスへの移行としては、一度廃止されていたセンター地区循環と筑波急行シャトルがつくバス開業により再開したものである（筑波急行シャトルは「北部シャトル」として延伸）。

## 沿革
- 2003年9月1日 運行開始
- 2004年
  - 4月 筑波急行シャトルに「大穂庁舎前」停留所増設
  - 7月 センター地区循環ダイヤ改正（一方向循環から、内回り・外回りに分離）・つくばセンターバスターミナル内での乗り場の調整
- 2005年
  - 3月31日 「センター地区循環」「筑波急行シャトル」の運行を終了
  - 8月24日 つくばエクスプレス線の開業に合わせ、ルート・運行時間等の改訂
- 2006年3月31日 運行終了。松代近隣シャトルは関東鉄道の一般路線に継承

## 路線
全ての路線は、つくばセンターバスターミナルを起点とする。
最後まで運行していた路線
- 春日近隣シャトル - つくばセンター→エキスポセンター→筑波大学病院前→春日四丁目北→春日三丁目西→（筑波大学病院前より往路と同経路でつくばセンターへ戻る）

始発 6:20・最終 21:30（つくばセンター発時刻）、40分間隔
- 松代近隣シャトル - つくばセンター→つくば国際会議場→小池→手代木団地→松代小学校→（小池より往路と同経路でつくばセンターへ戻る）

センター循環廃止前は現在の[C15]松代循環と同じくつくばセンターから直接学園西交差点に向かう経路であったがセンター循環廃止後、代替として国際会議場から南大通り・西大通りを経て小池に向かう経路となった。
始発 6:20・最終 20:55（つくばセンター発時刻）、40分間隔
松代近隣シャトルのみ、「つくつくバス」の運行終了後もセンター循環廃止前の経路に戻した上で関東鉄道の一般路線として継続
2004年度をもって運行を終了した路線
- センター地区循環 - つくばセンター〜エキスポセンター〜図書館情報専門学群棟前〜つくばセンター〜国際会議場〜竹園西小学校〜つくばセンター（循環路線で、内回り・外回りの2系統があった）

始発 8:00・最終 19:45（つくばセンター発時刻）、内回り・外回りともそれぞれ30分間隔
2004年7月まではつくばセンター→エキスポセンター→図書館情報専門学群棟前→つくばセンター→竹園西小学校→国際会議場→つくばセンター。
始発 8:00・最終 19:45（つくばセンター発時刻）、15分間隔
- 筑波急行シャトル - つくばセンター〜大穂庁舎〜筑波庁舎（それぞれの区間は無停車）

始発 7:35・最終 18:25（つくばセンター発時刻）、1日8往復

## 車両
車両は、「センター地区循環」路線には小ワゴン型ノンステップバス「クセニッツCITY-I」を、それ以外の路線には一般的なノンステップバスであるいすゞ「エルガミオ」を用いていた。
センター地区循環廃止後は、春日近隣シャトル・松代近隣シャトルともにクセニッツで運行されていた。いずれも低公害車（クセニッツはCNG・ガソリンの併燃車、エルガミオはアイドリングストップバス）で、「環境に優しい」ことを売りにしている。クセニッツの車体にはつくば市の「市の鳥」であるフクロウをモチーフにしたマスコットキャラクター「ツクツク」の装飾が施されている。
また、バスロケーションシステム「Locoもび つくばバスロケーションシステム」サービスにおける情報提供対象路線となっており、運行中のバスの位置情報をつくばセンターなどに設置された端末やパソコン、携帯電話から取得できた（2005年3月31日をもってサービス終了）。